# Kasheh
Kasheh (persiska: كشه) är en ort i Iran.   Den ligger i provinsen Markazi, i den centrala delen av landet, 190 km sydväst om huvudstaden Teheran. Kasheh ligger 2 016 meter över havet och antalet invånare är 187.
Terrängen runt Kasheh är platt åt sydväst, men åt nordost är den kuperad.Runt Kasheh är det ganska glesbefolkat, med 21 invånare per kvadratkilometer. Närmaste större samhälle är Farmahīn, 16,8 km väster om Kasheh. Trakten runt Kasheh består i huvudsak av gräsmarker.